# 福森鎮區 (北達科他州伯克縣)
福森鎮區（英語：Forthun Township）是位於美國北達科他州伯克縣的一個鎮區。

## 地方資料
福森鎮區的面積為112.09平方千米，當中陸地面積為111.94平方千米，而水域面積為0.15平方千米。根據2010年美國人口普查的數據，當地共有人口11人，而人口密度為每平方千米0.1人。